# USNO-A2.0 0825-18396733
USNO-A2.0 0825-18396733 ist aktuellen Forschungsergebnissen zufolge ein kataklysmisch veränderlicher Doppelstern, der sich im Sternbild Adler befindet.

## Einleitung
AM-Herculis-Sterne (engl. Polars, Systematikkürzel: AM) stellen eine Unterklasse von kataklysmisch veränderlichen Doppelsternen (CVs) dar, deren System aus einem Weißen Zwerg der Hauptkomponente und einem Roten Zwerg als Nebenkomponente, dessen Roche-Grenze er ausfüllt, besteht. Die besonderen Eigenschaften von AM-Herculis-Sternen werden dabei mit einem starken Magnetfeld des Weißen Zwergs in Verbindung gebracht. Dieses behindert die Bildung einer Akkretionsscheibe und lenkt so Materie entlang der Magnetfeldlinien zu den Magnetpolen des Weißen Zwergs. Die Akkretionssäule ist eine der Hauptstrahlungsquellen im optischen und Röntgenbereich, wobei die optische Strahlung von den Polen stark polarisiert ist. Das gesamte System hat etwa eine ähnliche Masse wie die Sonne, wobei der größere Teil von etwa 0,71 bis 0,78 Sonnenmassen (kurz M☉) auf den Weißen Zwerg fällt und der kleinere von knapp 0,18 bis 0,20 M☉ auf den Roten Zwerg.

## Geschichte
USNO-A2.0 0825-18396733 (kurz: USNO 0825) wurde von einem Team von Amateurastronomen gefunden, als diese photometrische Beobachtungen in einer Region im Sternbild Adler im nördlichen Sommer- und Herbsthimmel unter Verwendung eines SAO-RAS-Zeiss-1000-Teleskops durchführten, wobei die Polarimetrie mit dem 6-m-BTA-Teleskop im russischen Selentschuk-Observatorium durchgeführt wurde. Nachdem das Team 98 Aufnahmen mit einer Belichtungszeit von 300-Sekunden ohne Filter gemacht hatte, bestimmten sie im Anschluss daran die System-Ephemeride mit einem Wert von HJD = 2455387,3976 (± 0,001) + 0,0840 (± 0,0004) E, wobei die Nullphase der Zeit minimaler Helligkeit entspricht.
Die Helligkeit des Systems variiert im RC-Filter von 17:5 bis 20:0, wobei die polarimetrischen Beobachtungen des Objekts im V-Filter eine stark variable Zirkularpolarisation von −2 % bis über −31 % ergaben, was wiederum bedeutet, dass USNO-A2.0 0825-18396733 ein kataklysmisch veränderlicher Doppelstern ist.